# Райц, Рокко
Ро́кко Райц (нем. Rocco Reitz; родился 29 мая 2002, Германия) — немецкий футболист, полузащитник клуба «Боруссия» (Мёнхенгладбах).

## Футбольная карьера
Рокко является уроженцем города Дуйсбург. Футболом занимался в академии мёнхенгладбахской «Боруссии». С сезона 2020/2021 игрок второй команды, также активно привлекающийся к тренировкам с основной командой.
24 октября 2020 года дебютировал в Бундеслиге в поединке против «Майнца», выйдя на поле в стартовом составе.

## Семья
Брат Рокко, Тони Райц, также является профессиональным футболистом и также выступал за молодёжные команды «Боруссии» (Мёнхенгладбах).